# Rigotte d’Echalas
De Rigotte d’Echalas is een Franse kaas afkomstig uit het gebied rond Lyon.
De Rigotte d’Echalas is een zachte kaas, de korst is nog nauwelijks gevormd. De kaas heeft dan ook een korte rijpingstijd, van maar zo’n twee weken. De kaas wordt gemaakt van gepasteuriseerde koemelk.